# スティーヴ・ポーカロ
スティーヴ・ポーカロ（Steve Porcaro 本名：Steven Maxwell Porcaro、1957年9月2日 - ）は、アメリカの主にセッション・ミュージシャン（スタジオ・ミュージシャン）として活動するキーボード奏者。TOTOのオリジナル・メンバーとして有名。同じくTOTOのメンバーであるドラムスのジェフ・ポーカロ（長兄、1954年生）、ベースのマイク・ポーカロ（次兄、1955年生）はともに実兄。ジャズ・パーカッショニスト、ドラマーのジョー・ポーカロは実父。

## 略歴
コネチカット州ハートフォード出身のイタリア系アメリカ人。
1978年、兄のジェフや友人のスティーヴ・ルカサーらとTOTOを結成。デビュー・アルバム『宇宙の騎士』及びシングル「ホールド・ザ・ライン」が本国アメリカ及び世界的にヒット。以降、1986年にリリースされた6作目のアルバム『ファーレンハイト』まで正式メンバーとして在籍。同作を最後に脱退したが、以降もライブには参加しないものの、セッション・ミュージシャンという形でTOTOの作品ほぼすべてに参加を続けており、ただ単にメンバークレジットから名前が外れただけとも言える。
TOTO在籍時からマイケル・ジャクソン（「ヒューマン・ネイチャー」の作曲者としてよく知られている）をはじめ数多くのアーティストの作品でプレイや作曲参加し、TOTOを脱退した後も他のバンドやミュージシャンとのセッション（イエスの『オープン・ユア・アイズ』など）や、映画音楽を手がけるなど、現在に至るまで音楽家として活動を続けている。
その後もTOTOではスティーヴ・ルカサーから正式メンバー復帰を熱望されており、2010年には、兄であるマイク・ポーカロが発症したALS（筋萎縮性側索硬化症）の支援と応援のためのTOTO期間限定再結成ツアーにペイチ、ルカサーと共に参加。以後、TOTOとしての活動にメンバーとして貢献している。

## 音楽性
基本的には、セッション・ミュージシャンとして様々な音楽ジャンルに柔軟に対応している。
TOTOでは、音楽的特長のひとつである「シンセサイザー」によるスペーシーと形容される空間的な広がりを持たせる音色や、きらびやかな音色、またホーン・セクション（いわゆる「TOTOホーン」）を担当していた。同じくTOTOのキーボーディストであるデヴィッド・ペイチが主に担当するおしゃれでオーソドックスなピアノやオルガン類とは対極のサウンド/プレイであり、ツインキーボードの利点を活かしていた。当時の使用機材としては日本楽器製造（現：ヤマハ）製のCS-80、DX-7などが有名。
同時に一部の楽曲でリードボーカルも担当しており、基本的には自作曲で歌声を披露している。中音域中心の柔らかい声質が特徴である。

## ディスコグラフィ

### ソロ・アルバム
- Someday/Somehow (2016年)